# Petronella
Petronella ist ein weiblicher Vorname. Er ist die italienische Koseform von Petronia und leitet sich von Petronilla ab.

## Ursprung
- Ursprung Latein: aus dem Stamm der Petronier
- Ursprung Griechisch: pétros = Stein, Fels

## Namenstag
Namenstag ist der 31. Mai.

## Varianten
Französische Namensformen waren vor allem im späten Mittelalter bis ins 17. Jahrhundert verbreitet. Es kamen vor: Péronne (auch Peronne oder Perronne) und besonders Péronelle, Peronelle, Perronelle, Perrenelle oder Pernelle. In Skandinavien treten die Namen Pernille und Pernilla auf.

## Bekannte Namensträgerinnen
- Petronella (Täuferin) († 1535), Mitglied der Halberstädter Täufergemeinde
- Petronella von Aragón (1136–1173), Erbtochter des Königs Ramiro II. von Aragón
- Petronella Boser (1910–1994), deutsche Mezzosopranistin
- Petronella de la Court (1624–1707), niederländische Kunstsammlerin
- Petronella Dunois (1650–1695), niederländische Kunstsammlerin
- Petronella Göring (1906–1968), österreichische Pianistin und Komponistin
- Petronella Moens (1762–1843), niederländische Autorin und Dichterin
- Petronella Peters (1848–1924), deutsche Malerin
- Petronella van Randwijk (1905–1978), niederländische Turnerin
- Petronella van Vliet (1926–2006), niederländische Schwimmerin
- Petronella van Woensel (1785–1840), niederländische Malerin

## Sonstiges
- Petronella ist der Titel eines auch verfilmten Romans von Johannes Jegerlehner sowie eines modernen Märchens von Jay Williams.
- Petronella Apfelmus heißt eine Buchreihe der Kinderbuchautorin Sabine Städing.